# Don't Sit Down 'Cause I've Moved Your Chair
Singles de Arctic Monkeys
My Propeller
(2010) The Hellcat Spangled Shalalala
(2011)
Don't Sit Down 'Cause I've Moved Your Chair est le premier single du groupe de rock indépendant Arctic Monkeys issu de l'album Suck It and See sorti le 12 avril 2011 en téléchargement digital. Le 16 avril, une version limitée 7" sort pour la journée des disquaires au Royaume-Uni. Le 30 mai sort la version "normale" en 7" et 10". La chanson est jouée pour la première sur l'émission de radio de Zane Lowe sur BBC Radio 1 le 11 avril. Le 14 avril sort le clip sur YouTube. La face B The Blond-O-Sonic Shimmer Trap apparaît dans la version japonaise de l'album Suck It and See.

## Liste des pistes
Toutes les paroles sont écrites par Alex Turner, toute la musique est composée par Arctic Monkeys.
| 1. | Don't Sit Down 'Cause I've Moved Your Chair | 3:04 |
| 2. | Brick by Brick                              | 2:58 |

| 1. | Don't Sit Down 'Cause I've Moved Your Chair | 3:04 |
| 2. | I.D.S.T.                                    | 1:49 |

| 1. | Don't Sit Down 'Cause I've Moved Your Chair | 3:04 |
| 2. | The Blond-O-Sonic Shimmer Trap              | 3:25 |
| 3. | I.D.S.T.                                    | 1:49 |

## Personnel
- Alex Turner - Chant, guitare solo et rythmique
- Jamie Cook - Guitare solo et rythmique
- Nick O'Malley - Basse, chœur
- Matt Helders - Batterie, chœur, chant (piste 2)

## Classement
Don't Sit Down 'Cause I've Moved Your Chair rentre à la 28e place des classements de téléchargements de singles au Royaume-Uni, pour la semaine du 23 avril. Elle reste une semaine dans le top 40, passant la 43e place la semaine suivante. La chanson reste tout de même 6 semaines dans le top 100 de ce même classement avant que la version vinyle ne la remonte pour se hisser à la 42e place. 4 semaines plus tard, le single n'est plus classé. En tout, le single est resté 12 semaines dans le top 100, c'est plus que leur dernier lead single[A] Crying Lightning et une première depuis Fluorescent Adolescent en 2007. C'est aussi le meilleur classement d'un de leur single en Belgique, atteignant la 50e place, et le deuxième meilleur classement du groupe au Danemark et aux Pays-Bas, le single se classant respectivement à la 6e et à la 55e place. Le single a été vendu à 81 000 exemplaires en 2011 au Royaume-Uni.

### Charts
| Classement (2011)                       | Meilleure position |
| --------------------------------------- | ------------------ |
| Belgique (Flandre Ultratop 50 Singles)  | 50                 |
| Belgique (Wallonie Ultratop 50 Singles) | 21                 |
| Canada (rock alternatif)                | 26                 |
| Danemark (Tracklisten)                  | 6                  |
| Pays-Bas (Single Top 100)               | 55                 |
| Allemagne (Nielsen)                     | 89                 |
| Royaume-Uni (UK Singles Chart)          | 28                 |
| Royaume-Uni (UK Indie Chart)            | 4                  |